# Sabbac
Sabbac è il nome di due supercriminali dei fumetti della Fawcett Comics e della DC Comics. Il Sabbac originale fu creato da Otto Binder e Al Carreno nel 1943 come nemico di Capitan Marvel Jr., mentre la versione moderna fu creata da Judd Wininck e Tom Raney nel 2004 come nemico sia di Junior sia degli Outsiders.

## Storia

### Timothy Karnes
Il Sabbac originale Sabbac era l'alter ego di Timothy Karnes (alcuni fumetti creditavano il suo cognome come Barnes), e nemico di Capitan Marvel Jr.. Sabbac apparve in due numeri di Capitan Marvel Jr. della Golden Age (numeri 4 e 6, entrambi del 1943), e in due numeri ognuno di World's Finest Comics e Adventure Comics durante l'inizio degli anni ottanta.
Sabbac è rappresentato come il "lato oscuro" dei Marvel, simile al nemico di Capitan Marvel, IBAC. Le forze oscure dell'Inferno conferiscono all'umano Karnes il potere di diventare un essere con un potere tale da paragonarsi a Capitan Marvel. Per accedere a questo potere, Karnes deve solo pronuncuare la parola magica "Sabbac" e il fulmine nero che lo colpisce, lo trasforma in un demone muscoloso senza limiti, provvisto di super forza, super velocità, e le abilità di volo, respiro infuocato e l'emissione di palle infuocate dalle mani. Come per Capitan Marvel, la parola "Sabbac" è l'acromino di sei esseri che lo potenziano, i demoni Satana, Aym, Belial, Belzebù, Asmodeo e Createis.
Nel 2004, Judd Winick reintrodusse Sabbac nella terza incarnazione della serie degli Outsiders, in cui Timothy Karnes fu introdotto come il fratellastro di Freddy Freeman, l'alter ego umano di Capitan Marvel Jr. I genitori di Freddy, David e Rebecca Freeman, adottarono Timothy, ma il ragazzo fu mandato a vivere da un'altra famiglia, quando la coppia rimase uccisa in un incidente d'auto. Timothy si trovò immischiato da una casa adottiva ad un'altra, e crebbe covando odio e risentimento verso Freddy Freeman, che invece visse una vita serena con suo nonno.
Le origini di Sabbac furono descritte nella miniserie dell'anno 2005/2006 di Winick e Joshua Middleton Superman/Shazam: Primo tuono. Il Dottor Sivana, sperando di trovare un modo per uccidere Capitan Marvel, fece rapire Timothy dall'alto prete del Tempio di Bagdan, che si scoprì essere un discendente della linea di Bagdan ed erede dei poteri demoniaci di Sabbac. Durante un rito satanico, Timothy si trasformò per la prima volta nel demone Sabbac, e affrontò Superman e Capitan Marvel. Il Capitano riuscì a batterlo, facendogli dire il suo stesso nome con un trucco (quindi causando la trasformazione in Timothy).

### Ishmael Gregor
In Outsiders n. 8, Capitan Marvel Jr. e gli Outsiders si scontrarono con una nuova versione di Sabbac più feroce. Questa versione di Sabbac, che possiede poteri demoniaci più amplificati, una capigliatura più bestiale e le corna invece della sua forma originale più umanoide, è l'alter ego di Ishmael Gregor, un immigrato russo divenuto un boss mafioso di New York. Gregor, desideroso smodato dei poteri di Sabbac, fece trovare Timothy Karnes dai suoi uomini e lo fece incarcerare, togliendogli la sua scatola per parlare, così che non potesse farlo. Gregor iniziò un rituale satanico, in cui egli poteva accedere ai poteri di Karnes senza pronunciare la parola magica. Il rituale fu la causa della strage di un intero bus di New York pieno di passeggeri. Alla fine, Gregor uccise Karnes e ottenne i poteri di Sabbac per sé.
Questa nuova versione di Sabbac aprì un portale nel cortile di una specifica casa in California. Questo fece sì che una miriade di demoni entrassero nel nostro mondo. Viene combattuto da Capitan Marvel Jr. e gli Outsiders, dopodiché fugge quando i suoi demoni vengono sconfitti.
La Società dei Super Cattivi manda Deathstroke il Terminatore a Las Vegas, dove Sabbac domina la mafia locale. Deathstroke uccide il gruppo più stretto di Sabbac, e lo convince che la Società ha molto di più da offrirgli.
Lavorò anche con i Fearsome Five per attaccare Alcatraz a San Francisco, ora una prigione per supercriminali. Sono lì apparentemente per lo scopo secondario di liberare il membro delle FF, Mammoth. Durante l'attacco, la magica Roccia dell'Eternità esplode su Gotham City. La preparazione di Sabbac gli consente di assorbire i poteri senzienti dei Sette Nemici Mortali dell'Uomo. Divenne anche più grosso. Utilizzò la Lussuria per buttare giù i Five, i prigionieri di Alcatraz e la maggior parte delle guardie. Usò i peccati rimanenti per la battaglia contro gli Outsiders. Donna Troy compare e gli eroi imprigionano il demone utilizzando la magica spada Katana Soultaker. Dall'interno del Soultaker, Sabbac ammette che la Società aveva in lista di rapire Capitan Marvel Jr. e consegnarlo a Lex Luthor.

### Un anno dopo
Quando gli Outsiders furono a corto di idee, Katana convoco Ishmael fuori dal Soultaker per distruggere la base del Dottor Sivana.

### 52
In 52, Capitan Marvel, al limite della follia, menzionò che Sabbac ha tentato un assalto alla Roccia dell'Eternità.
Più tardi, nella serie, Sabbac attaccò Boston ad Halloween, con l'intenzione di rapire i bambini e sacrificare le loro anime al demone Neron. Sabbac è ora presente in numero alto di fumetti, ed è superato solo dall'unione della Famiglia Marvel e dalla Black Marvel Family.

## Poteri e abilità
A differenza di Capitan Marvel e Black Adam che traggono i loro poteri dagli dei antichi, Sabbac trae i suoi poteri dai sei demoni più potenti dell'Inferno. Quando pronuncia la parola "Sabbac" si trasforma, acquisendo i seguenti poteri:
| S | per la forza di Satana      | Usando la forza di Satana, Sabbac possiede un'incredibile superforza, ed è in grado facilmente di piegare l'acciaio, spaccare i muri con un pugno e spostare oggetti pesantissimi.                                                     |
| A | per la resistenza di Aym    | Grazie alla resistenza di Aym, non ha bisogno di mangiare, dormire o respirare ed è praticamente invulnerabile visto che può sopportare e sopravvivere alla maggior parte degli attacchi fisici persino da parte di esseri superforti. |
| B | per la saggezza di Belial   | Con la saggezza di Belial, ha accesso istantaneo a una vasta conoscenza erudita. Gli conferisce chiaroveggenza, in grado di fornirgli consigli e suggerimenti su come agire in tempo di bisogno.                                       |
| B | per il potere di Belzebù    | Con il potere di Belzebù, Sabbac possiede la capacità di evocare e controllare il fuoco infernale. Può infatti scatenare un alito di fuoco e sparare esplosioni di fuoco                                                               |
| A | per il coraggio di Asmodeus | Come la saggezza, quest'aspetto è innanzitutto psicologico, e conferisce a Sabbac una forza interiore superumana alla quale attingere. Inoltre gli conferisce invulnerabilità alla telepatia e al controllo mentale.                   |
| C | per la velocità di Createis | Con la velocità di Createis, Sabbac può volare e muoversi a velocità superiore alla velocità della luce. |

Inoltre, come la famiglia Shazam, il tallone d'Achille di Sabbac è il fatto che la sua trasformazione può essere innescata pronunciando il suo nome.

## Altri media
- Una versione con molte variazioni di Ismahel Gregor appare nei flashback della quinta stagione della serie televisiva Arrow, interpretato da David Meunier. In questa versione è il Pakhan umano, o il capo della Solntsevskaya, il rango della Bratva che lavora segretamente per Konstantin Kovar. Dopo che Oliver Queen (Freccia Verde) rivela la vera fedeltà di Gregor e provoca una guerra civile all'interno dei ranghi della Bratva, Gregor viene ucciso e sostituito da Anatoly Knyazev.
- La nuova incarnazione di Ismahel Gregor, alias Sabbac, appare come antagonista principale nel film del DC Extended Universe (DCEU) Black Adam (2022), interpretato da Marwan Kenzari. In questa versione del personaggio è il malvagio leader dell'Intergang che, fingendosi alleato dell'archeologa Adrianna Tomaz, cerca di recuperare la Corona di Sabbac per riconquistare Kahndaq: egli infatti è l'ultimo discendente dell'antico e tirannico sovrano Ahk-Ton e vuole riottenere il suo antico regno, ostacolato da Teth-Adam. Apparentemente ucciso da quest'ultimo dopo aver rapito il figlio adolescente di Adrianna, Amon, si scopre in seguito che Ismahel ha organizzato la propria dipartita per completare un rituale in grado di trasformarlo nel potente demone Sabbac. Con i suoi nuovi poteri il mostro affronta e sconfigge la Justice Society, uccide il Dottor Fate e mette a ferro e fuoco Kahndaq, ma viene successivamente affrontato da un rinvigorito Teth-Adam (divenuto Black Adam) che riesce a sconfiggerlo e ad ucciderlo con l'aiuto del rivale Hawkman (Carter Hall).